# Kreuzdachbildstock (Stangenroth, Brunnenstraße)

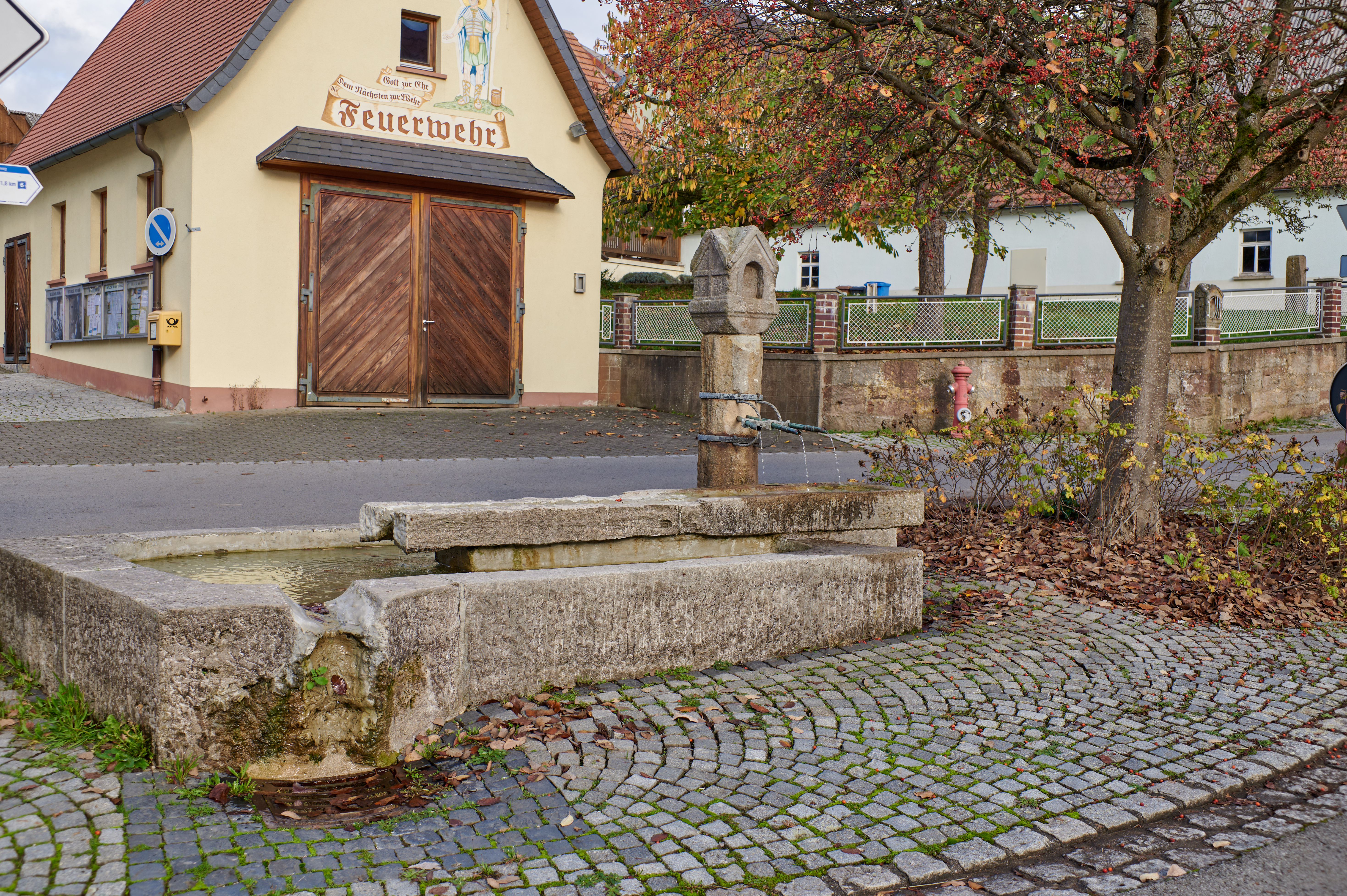
Kreuzdachbildstock in Stangenroth in der Brunnenstraße

Der Kreuzdachbildstock Brunnenstraße befindet sich in Stangenroth, einem Gemeindeteil des Marktes Burkardroth im unterfränkischen Landkreis Bad Kissingen in der Brunnenstraße.
Der Bildstock gehört zu den Baudenkmälern von Burkardroth und ist unter der Nummer D-6-72-117-68 in der Bayerischen Denkmalliste registriert.

## Beschreibung
Der Kreuzhausbildstock entstand im Jahr 1644 und dient als Wasserspender der 1933 als Brunnenauslauf entstandenen und 1978 umgestalteten Brunnenanlage.
Ds 53 cm hohe Becken I besteht aus rotem Sandstein und hat außen die Maße 340 cm × 320 cm. Auf dem Becken I sitzt das Becken II, besteht ebenfalls aus rotem Sandstein und hat die Maße 298 cm × 64 cm.
Die Kreuzdachhausstelle besteht aus ursprünglich nicht zusammenhängenden Teilen, einer
a) 137 cm hohen Achtkantsäule. Sie ist an der Basis viereckig (35 cm × 21 cm, H = 24 cm). Dann folgt durch Kantenbrechung ein Übergang zur Achtkantsäule. Querschnitt der Achtkantsäule: 16/14/15/15/12/15/16/12
b) und einem 60 cm hohen Kreuzdachhaus. Die Basis beträgt 38 cm. In 11 cm Höhe befindet sich eine waagrechte Leiste, die das Kreuzdachhaus wie ein Gurt aus einer 10 cm breiten Leiste mit einer 6 cm breiten Verstärkung umschließt.
Das Kreuzdachhaus zeigt:
a) eine leere Bildnischr

b) rechts: oben plastisches Kreuz bis zur Querleiste, im Unterteil links „16“, rechts „44“ (ergibt „1644“)

c) links: Kreuz, beiderseits „19“ // „33“

d) nichts

In der Mitte befinden sich zwei Eisengurte; drei Rohre liefern Wasser. Die Säulen stammen möglicherweise aus der alten Kirche von Stangenroth. Die Nischenhöhe des Kreuzdachhauses beträgt 20 cm, die Breite 14 cm.